# Thallocarpus
Thallocarpus là một chi rêu trong họ Ricciaceae.